# Ред и закон: Одељење за специјалне жртве (20. сезона)
Двадесета сезона серије Ред и закон: Одељење за специјалне жртве је премијерно емитована на каналу НБЦ од 27. септембра 2018. године до 16. маја 2019. године и броји 24 епизоде. Ова значајна сезона ОСЖ је повезала са изворном серијом Ред и закон и серијом Мирис барута као најдуготрајније не-анимиране америчке ТВ серије. Дана 29. марта 2019. године, пошто је објављено да је ОСЖ обновљен за двадесет и прву, рекордну сезону, такође је најављено да ће ова сезона бити последња у којој ће играти Филип Винчестер.

## Продукција
Ред и закон: Одељење за специјалне жртве је обновљен за двадесету сезону 9. маја 2018. године. Production started on July 16, 2018. Снимање је почело 16. јула. 12. јула 2018. извршна продуценткиња Џули Мартин је објавила слику сценарија на Твитеру, задиркујући да је први сат двочасовне премијере сезоне провизорно назван "Човек више". Мартинова је 14. августа 2018. задиркивао да ће четврта епизода сезоне под називом „Освета“ бити „подмукли преокрет на ивици“. У епизоди је такође играла Кали Торн као заступница Ники Стејнс. Избрисана сцена са Бенсоном и Ноом из претходне сезоне поново је снимљена и стављена у епизоду "Драги Бен" у којој Ноа има питање о свом оцу, а затим ПОТ Стоун (Филип Винчестер) води Ноу на бејзбол. Потврђено је да ће Харгитејева режирати девету епизоду сезоне под називом „Моја кривица“ чиме је то била шеста епизода коју је режирала за серију. Џули Мартин је 3. децембра 2018. потврдила да је број епизода за ову сезону 24. Дана 1. марта 2019. објављено је да ће глумица Луси Лу режирати епизоду „Највољенија“, која је емитована 4. април 2019. године.
Након што је сезона завршена, објављено је да је директор серије и извршни продуцент Мајкл Чернучин напустио серију због друге серије Волф Филмсс, ФБИ на ЦБС-у. Бивши директор серије и извршни продуцент Ворен Лејт требало би да се врати за рекордну 21. сезону. Извршни продуцент и редитељ Алекс Чепл ће се придружити Чернучину и замениће га ветеран извршни продуцент и редитељ франшизе Ред и закон Норберто Барба.

## Улоге
- Мариска Харгитеј као Оливија Бенсон
- Кели Гидиш као Аманда Ролинс
- Ајс Ти као Фин Тутуола
- Питер Сканавино као Доминик Кариси мл.
- Филип Винчестер као ПОТ Питер Стоун

## Епизоде
| Бр. у серији | Бр. у сезони | Наслов                  | Редитељ            | Сценариста                                                         | Премијерно емитовање | Прод. код | Гледаоци у САД (милиони) |
| --- | ------------ | ----------------------- | ------------------ | ------------------------------------------------------------------ | -------------------- | --------- | ------------------------ |
| 435 | 1            | "Принова (1. део)"      | Алекс Чепл         | Мајкл С. Чернучин и Џули Мартин                                    | 27. септембар 2018.  | 2001      | 5.09                     |
| Одељење за специјалне жртве је позвано када је петнаестогодишњи дечак сексуално нападнут. Упркос томе што има доказе, превише је уплашен да именује свог нападача, што детективима отежава ствари. Када се открио идентитет нападача, детективи дају све од себе да заштите тинејџера од поновног злостављања. У међувремену, Ролинсова разговара о стварима са својим бившим дечком који ју је преварио са девојком из пословне пратње и такође поверава Бенсоновој да је поново трудна. Бенсонова изражава забринутост Тутуоли што није тако јака или брза као што је била. |              |                         |                    |                                                                    |                      |           |                          |
| 436 | 2            | "Човек оборен (2. део)" | Алекс Чепл         | Мајкл С. Чернучин и Џули Мартин                                    | 27. септембар 2018.  | 2004      | 5.09                     |
| Случај у вези са тинејџером који је сексуално злостављан се наставља и Стоун изводи силоватеља на суд. Међутим, неочекивана пресуда долази и потреса све укључене. Жртва на крају доноси трагичну одлуку која доводи до мртвих и повређених неколико људи па Одељење за специјалне жртве мора да оптужи жртву. Узнемирени Стоун заједно са остатком екипе одлучује да да све од себе да оптужи и дечаковог силоватеља како би добили правду за све жртве које су побијене или повређене у нападу. У међувремену, Ролинсова почиње да сумња у своју трудноћу. |              |                         |                    |                                                                    |                      |           |                          |
| 437 | 3            | "Нулта трпељивост"      | Мајкл Пресмен      | Селин К. Робинсон и Ричард Сверен                                  | 4. октобар 2018.     | 2002      | 4.21                     |
| Деветогодишња девојчица одведена је од мајке на граници између САД и Мексика и завршила је у ланцу трговине децом у Њујорку на шта је убрзо скренуло пажњу Одељење за специјалне жртве. Бенсонова и Стоун дају све од себе да врате девојчицу њеној породици у оквиру судског састава, али на том путу наилазе на многе препреке. На крају, Стоун одлучује да затражи помоћ од старог пријатеља. У међувремену, Ролинсова одлучује да својој тешкој вези са Полаком да још једну прилику. |              |                         |                    |                                                                    |                      |           |                          |
| 438 | 4            | "Освета"                | Марта Мичел        | Мајкл С. Чернучин и Лоренс Каплов                                  | 11. октобар 2018.    | 2003      | 4.44                     |
| Одељење за специјалне жртве је позвано када је наизглед насумични млади пар свирепо напао маскирани достављач пице у њиховом стану. Детективи убрзо схватају да имају посла са низним силоватељем када је нападнут још један пар. На крају, детективи откривају сложену и уврнуту осветничку заверу која се односи на прошлост једне од жртава и силоватеља, објашњавајући шта је могло да наведе некога да нападне њу и неколико других. |              |                         |                    |                                                                    |                      |           |                          |
| 439 | 5            | "Акредитација"          | Џин де Сегонзек    | Џули Мартин и Брајана Јелен                                        | 18. октобар 2018.    | 2005      | 3.95                     |
| Одељење за специјалне жртве је позвано када је жена која је део скупине за оснаживање жена пронађена свирепо сексуално нападнута и убијена. Главни осумњичени брзо постаје њен бивши муж због њене насилне прошлости с њим, али детективи су на крају дошли до харизматичног мушког вође скупине за оснаживање који можда није тако очаравајућ као што изгледа. У међувремену, Ролинсова покушава да задржи своју трудноћу у тајности како би избегла дежурство и цела екипа почиње да се пита ко је отац детета. |              |                         |                    |                                                                    |                      |           |                          |
| 440 | 6            | "Изгнанство"            | Стефани Маркарт    | Мајкл С. Чернучин и Алисон Интријери                               | 25. октобар 2018.    | 2006      | 4.22                     |
| Одељење за специјалне жртве је позвано да истражи сексуални напад над младом бескућницом. Екипа убрзо схвата да жена има двоструку личност што ствари чини сложеним. Међутим, када је она нестала, екипа наилази на изазов да открије не само где је она већ и њен прави идентитет. Детективи касније откривају да је неко из њене прошлости можда одговоран и да се напад можда десио давно. Међутим, екипа долази у ћорсокак у својој истрази па Бенсонова доноси великодушну одлуку да помогне жртви да се опорави од искушења. |              |                         |                    |                                                                    |                      |           |                          |
| 441 | 7            | "Душебрижница"          | Џоно Оливер        | Џордан Барски                                                      | 1. новембар 2018.    | 2007      | 4.62                     |
| Одељење за специјалне жртве је позвано да истражи можда најгнуснији и најузнемирујући злочин када су отац и његова ћерка пронађени свирепо убијени у својој кући, а његов син лута улицама са убодним ранама и крвљу по себи. Детективи истражују случај покушавајући да не допусте да их осећања надвладају, а када је убица откривен и побуде злочина коначно откривене, то је потресло све укључене, а Бенсонова има помешана осећања о природи учињеног злочина. |              |                         |                    |                                                                    |                      |           |                          |
| 442 | 8            | "Паклена кухиња"        | Моника Рејманд     | Ричард Сверен и Рајан Коси                                         | 8. новембар 2018.    | 2008      | 4.44                     |
| Одељење за специјалне жртве је позвано када је жена која ради у савремерном популарном ресторану сексуално нападнута на ВВО забави. У почетку, жртва нерадо разговара са детективима, желећи да то заборави, али убрзо откривају да има још жртава и да силоватељеви напади датирају још од времена када је био у средњој школи. Детективи су убрзо дошли до ПОТ-а који је посвећени заговорник женских права и који можда крије тајне везане за случај. У међувремену, Бенсонову хвата секирације јер се Ноино инаћење наставља. |              |                         |                    |                                                                    |                      |           |                          |
| 443 | 9            | "Моја кривица"          | Мариска Харгитеј   | Мајкл С. Чернучин и Џули Мартин                                    | 15. новембар 2018.   | 2009      | 4.00                     |
| Одељење за специјалне жртве доведено је у тешко стање пошто је Стоун оптужен за сексуални напад од стране жене што приморава детективе да заузму страну и доводи Бенсонову да преиспита Стоуново достојанство и углед због оптужби, што Стоун пориче да се икада догодило. Сем тога, на суђење изводе и сложен случај пошто жена тврди да ју је на забави силовао мушкарац који има паметног браниоца. У међувремену, Полак проси Ролинсову, а она има помешана осећања у вези целе ствари коју јој је предложио. |              |                         |                    |                                                                    |                      |           |                          |
| 444 | 10           | "Маторци"               | Алекс Чепл         | Мајкл С. Чернучин                                                  | 29. новембар 2018.   | 2010      | 3.88                     |
| Када је млади, перспективни трансродни аутор пронађен убијени и физички нападнут, Одељење за специјалне жртве је позвано да истражи случај. Детективи су убрзо дошли до два старија, повучена брата који крију страшну тајну неколико деценија, што убрзо доводи до случаја сексуалног злостављања деце који су претрпела оба мушкарца у прошлости што би могло да промени начин на који истрага иде када се открило убиство старо неколико деценија. |              |                         |                    |                                                                    |                      |           |                          |
| 445 | 11           | "Пластичар"             | Фред Бернер        | Лоренс Капло и Брајана Јелен                                       | 10. јануар 2019.     | 2011      | 3.99                     |
| Одељење за специјалне жртве позвано је да истражује када је млада жена дрогирана и сексуално нападнута. Жена тврди да су је силовали познати познати хирург и његова девојка. Истрага убрзо открива да има много жртава хирурга и његове девојке, а случај сексуалног напада убрзо се претворио у убиство када је пронађено тело на месту на ком је сексуални напад снимљен. Ствари ускоро добијају прилично бизаран и потресан преокрет када је откривена девојка бившег хирурговог идентитета, мењајући начин на који се случај одвија када се показало да није она за коју се представља.                                                                                                  |              |                         |                    |                                                                    |                      |           |                          |
| 446 | 12           | "Драги Бен"             | Џин де Сегонзек    | Џули Мартин и Мет Клипка                                           | 17. јануар 2019.     | 2012      | 4.24                     |
| Када је насилни низни силоватељ који није напао неколико година поново напао, Одељење за специјалне жртве је позвано да истражи гнусни злочин. Кроз даљу истрагу, Стоун открива да је његов отац Бенџамин истраживао случај пре неколико година када је он био мали. У међувремену, Бенсонини проблеми са Ниним понашањем се настављају, а Стоун јој помаже да контролише Нино понашање и коначно дође до корена проблема. |              |                         |                    |                                                                    |                      |           |                          |
| 447 | 13           | "Прича о великом јаду"  | Реј Мекинон        | Џули Мартин и Селин К. Робинсон                                    | 31. јануар 2019.     | 2013      | 4.60                     |
| Одељење за специјалне жртве је позвано када је удовац, отац две пубертетлијке, пронађен убијен. Старија ћерка тврди да је убила оца из беса пошто је сексуално напао њену сестру, али када је старатељство над сестрама изненада предато њиховом суседу који има блиску везу са млађом сестром, детективи постају сумњичави. У међувремену, Ролинсова рађа девојчицу и раскида са Полаком када ју је он запросио. |              |                         |                    |                                                                    |                      |           |                          |
| 448 | 14           | "Судница 33"            | Алекс Чепл         | Мајкл С. Чернучин                                                  | 7. фебруар 2019.     | 2014      | 4.15                     |
| Стоун почиње суђење жени која је убила мужа полицајца. Жена тврди да ју је муж злостављао, често је силовао, тукао и застрашивао. Сложени случај приморава Одељење за специјалне жртве да стане на страну и бори се око онога што сматрају исправним, посебно Ролинсова и Кариси који се међусобно жестоко расправљају око својих мисли о случају. У међувремену, случај враћа трауматичне успомене Бенсоновој која почиње да се сећа свог искушења са Вилијамом Луисом пре неколико година. |              |                         |                    |                                                                    |                      |           |                          |
| 449 | 15           | "Јавна кућа"            | Мајкл Пресмен      | Џули Мартин и Рајан Коси                                           | 14. фебруар 2019.    | 2015      | 4.18                     |
| Када је проститутка која ради у јавној кући пронађена мртва у једној уличици, Одељење за специјалне жртве је позвано да истражи. Убрзо покушавају да открију да ли је убијена или је имала рецидив дроге па се потиштена убила. Да би решио случај, Тутуола се удружује са детективом из Одељења за пороке и његовом прошлошћу како би покушао да открије шта се заправо догодило проститутки и такође покушао да сруши могући зачарани ланац трговине сексом који у би могао бити укључен неко кога Одељење за специјалне жртве зна. |              |                         |                    |                                                                    |                      |           |                          |
| 450 | 16           | "Суочавање са утварама" | Тимоти Басфилд     | Ричард Сверен и Алисон Интријери                                   | 21. фебруар 2019.    | 2016      | 4.00                     |
| Одељење за специјалне жртве је позвано када је младић који је био злостављан као дете извршио самоубиство и покушао да истражује ко је био његов силоватељ. Детективи убрзо откривају да је тај човек био у истој екипи мале лиге у којем је био бивши члан екипа и Бенсонин бивши Брајан Кесиди. Сећајући се да му је Кесиди рекао да га је као дете злостављао тренер мале лиге, Стоун посећује Кесидија и тражи његову помоћ да ухвати наводног низног злостављача деце који деценијама злоставља дечаке. |              |                         |                    |                                                                    |                      |           |                          |
| 451 | 17           | "Нестали"               | Константин Макрис  | Мајкл С. Чернучин и Мет Клипка                                     | 14. март 2019.       | 2017      | 4.11                     |
| Одељење за специјалне жртве је позвано када је девојчица пронађена у пртљажнику напуштених кола. Девојчица каже да је њен отмичар носио жуту исту боју као Велика птица, а детективи откривају да су је усвојила два педера након договора о сурогат мајчинству. Након испитивања многих осумњичених, детективи проналазе отмичара девојчице за кога су сазнали да можда није онај за кога се представља и откривају године које је чувала у тајности његова мајка која можда није тако невина као што изгледа. |              |                         |                    |                                                                    |                      |           |                          |
| 452 | 18           | "Несвест (1. део)"      | Кристофер Мисијано | Питер Блонер                                                       | 21. март 2019.       | 2018      | 4.29                     |
| Док је била на полицијском добротворном балу, заступница Ники Штајнс је дрогирана и сексуално нападнута, а Одељење за специјалне жртве позвано је да истражи шта се догодило. Када је Штајнсова рекла да верује да је њен силоватељ био полицајац, детективи убрзо откривају наизглед читав низ подмићених правник и службеника што не утиче само на ток ионако сложен случај већ и на Штајнсин заступнички углед и Бенсонин углед и каријеру. |              |                         |                    |                                                                    |                      |           |                          |
| 453 | 19           | "Највољенији"           | Луси Лу            | Ричард Сверен и Алисон Интријери                                   | 4. април 2019.       | 2019      | 3.93                     |
| Одељење за специјалне жртве позвано је када се жена срушила на свадби тврдећи да ју је младожења, терапеут, силовао. Детективи разговарају са неколико људи који тврде да их је жена повремено уходила пошто је слала неприкладне поруке на Фејсбуку и Инстаграму што је довело у питање достојанство жене. Међутим, када се открило да је жена носи дете свог наводног силоватеља, жена се поверава Бенсоновој да не зна да ли да задржи дете јер не може да га воли, а узнемирена Бенсонова каже Ролинсовој нешто што је она чула од мајке пре много година. |              |                         |                    |                                                                    |                      |           |                          |
| 454 | 20           | "Добра девојчица"       | Џин де Сегонзек    | Лоренс Каплов и Брајана Јелен                                      | 11. април 2019.      | 2020      | 3.94                     |
| Одељење за специјалне жртве позвано је да истражи сложен случај трудноће тринаестогодишње девојчице. Бенсонова ради на откривању оца детета, али добијање одговора постаје сложено јер тинејџерка не жели да открије ко је отац. Она одбија да разговара са Бенсоновом и Одељењем за специјалне жртве што је навело Бенсонову да верује да би отац детета могао да буде неко близак тинејџерки ко ју је можда искористио. |              |                         |                    |                                                                    |                      |           |                          |
| 455 | 21           | "Размена"               | Мајкл Пресмен      | Мајкл С. Чернучин и Џордан Барски                                  | 25. април 2019.      | 2021      | 3.63                     |
| Одељење за специјалне жртве позвано је јер петнаестогодишња ученица на размени из Италије тврди да ју је сексуално напао таксиста. Баш када је таксиста ухваћен и детективи мисле да је случај завршен, појављује се потресан видео снимак жртве како се секса са двојицом старијих мушкараца због чега је покренут законски случај силовања. Ускоро, Одељење за специјалне жртве открива узнемирујуће тајне из прошлости жртве које би могле у потпуности да промене ток случаја. |              |                         |                    |                                                                    |                      |           |                          |
| 456 | 22           | "Непоштовање"           | Алекс Чепл         | Мајкл С. Чернучин и Алисон Интријери                               | 2. мај 2019.         | 2022      | 3.95                     |
| Када је поп звезда нападнута у својој кући, позвано је Одељење за специјалне жртве да истражи шта се догодило. Детективи убрзо откривају да је супруг поп звезде имао жестоку јавну свађу са још једним конкурентским извођачем што је лако могла бити побуда за напад. Баш када је Тутуола зашао дубоко у случај, откривено је да је његова породица повезана са једним од осумњичених за напад и због тога Стоун, који озбиљно схвата случај, наређује Бенсоновој да га скине са случаја. |              |                         |                    |                                                                    |                      |           |                          |
| 457 | 23           | "Претпоставке (2. део)" | Фред Бернер        | Синопосис: Џули Мартин и Ричард Сверен Сценарио: Мајкл С. Чернучин | 9. мај 2019.         | 2023      | 3.66                     |
| Изгл ()еда да је муслиманка нападнута у синагоги, а две пубертетлије су виђене како беже са места догађаја што је навело Одељење за специјалне жртве да дође и изврши истрагу. Случај је брзо потврђен као злочин из мржње и брзо избија контроверза. Међутим, случај добија потресан преокрет када је откривено да муслиманка можда не говори истину. Касније у епизоди је откривено да је муслиманку силовао њен бивши муж. Знао је да је лезбијка и због шеријатског закона веровао је да је она и даље његова жена. У међувремену, Бенсоновој стиже вест да је Роб Милер, који је силовао заступницу Ники Штајнс, пуштен из затвора уз јемство, због чега је остала потресена и ужаснута. |              |                         |                    |                                                                    |                      |           |                          |
| 458 | 24           | "Крај игре (3. део)"    | Алекс Чепл         | Мајкл С. Чернучин и Џули Мартин                                    | 16. мај 2019.        | 2024      | 3.58                     |
| Када је тело девојке у пубертету пронађено у Хадсону, позивано је Одељење за специјалне жртве. Снажно сумњајући да је у питању Роб Милер, Бенсонова и Стоун обећавају да ће ухватити једног од најпаметнијих и најмоћнијих злочинаца са којима се Одељење за специјалне жртве икада суочило тако што ће га извести на суд због прећења и застрашивања неколико људи, међу којима су и детективи и његова жртва силовања Ники Штајнс. У међувремену, Стоун одлучује да напусти Одељење за специјалне жртве пошто није у стању да се носи са случајевима које истражује полиција. |              |                         |                    |                                                                    |                      |           |                          |